# Cathédrale Sant'Agapito Martire
La cathédrale Sant'Agapito Martire (en français : cathédrale Saint-Agapit) est un lieu de culte chrétien situé sur la commune de Palestrina au Latium à Rome en Italie. Construite initialement aux IVe et Ve siècles, elle est agrandie au XIIe siècle, et en grande partie reconstruite aux XVIIIe et XIXe siècles.  

## Historique
À l'origine, la commune de Palestrina s'appelait Praeneste. Proche de Rome, elle fait partie des principales cités du Latium à l'époque archaïque. Elle fait partie du sanctuaire oraculaire de Fortuna Primigenia.
L'église a des origines très anciennes. Construite entre le IVe siècle et le Ve siècle, elle est restaurée sous Léon III, au moment du transfert des reliques d'Agapit de Préneste (Sant'Agapito de Palestrina). Il est l'un des quinze jeunes qui témoignèrent du Christ, jusqu'à la mort, le 18 août 257, à Préneste (Palestrina). Sur ordre d'Aurélien, Agapit, âgé de 15 ans, est mis à mort par décapitation, après de nombreuses tortures. Son culte fut confirmé en 1969.
C'est à l'époque d'Aurélien qu'est construite la première église. 
Le bâtiment est rénové et agrandi, grâce à la générosité de Léon III au cours du XIIe siècle. Elle est consacrée solennellement en 1117 par le pape Pascal II : les allées sont reconstruites, ainsi que l'abside et une partie de la façade. Le clocher est également érigé. Actuellement, les traces romanes ne sont visibles qu'à l'avant de l'édifice, dans le clocher et la crypte. En effet, la cathédrale est presque entièrement détruite en 1437, dans la lutte contre les États pontificaux sous le pape Eugène IV. Elle est ensuite reconstruite et rénovée à plusieurs reprises au cours des siècles ultérieurs (en particulier au cours du XVIIIe siècle et du XIXe siècle.

## Architecture et ornementations
La façade comporte des éléments romans dans sa partie supérieure, tandis que le portail de marbre porte les armes de la famille Della Rovere et famille Colonna. Il date du XVe siècle. La façade a conservé les traces d'un ancien cadran solaire, de l'époque romaine.
L'intérieur a trois nefs séparées par des piliers et des chapelles latérales. La partie supérieure de la nef est ornée de médaillons qui représentent des effigies de certains évêques, tandis que quelques-unes des fenêtres présentent des saints et des martyrs.
L'église contient plusieurs tableaux d'auteurs du XVIIe siècle et XVIIIe siècle, alors que l'autel principal est décoré de fresques et des peintures de Bruschi, représentant des épisodes de la vie et le martyre de Sant'Agapito (XIXe siècle). Dans la nef gauche, il y a une copie en plâtre de Pietà di Palestrina de Michel-Ange, tandis qu'une table du XVIe siècle est conservée dans la chapelle du Crucifix.
La crypte contient des restes remontant à la période romaine, ainsi que plusieurs pierres tombales médiévales dont celle du pape Martin V. Deux accès se trouvent sur les côtés de l'autel.

## Titre cardinalice du diocèse suburbicaire de Palestrina
Le 24 février 2009, José Saraiva Martins, cardinal-diacre de Nostra Signora del Sacro Cuore est promu cardinal-évêque de Palestrina. Le titre était vacant depuis le décès du cardinal Bernardin Gantin en mai 2008. Cette nomination directe, à l'ordre des évêques, d'un cardinal-diacre est très rare.

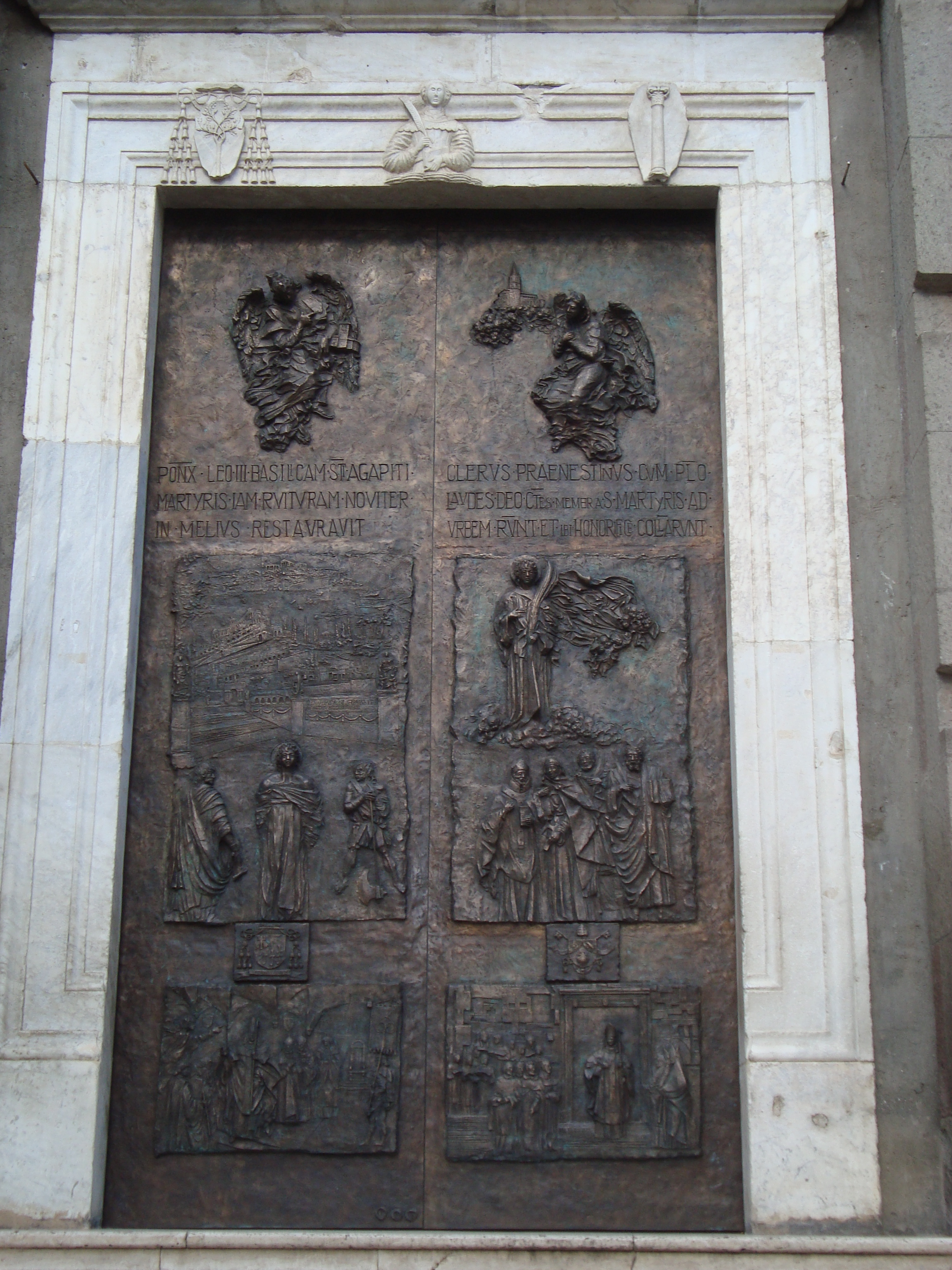
Portail de la cathédrale
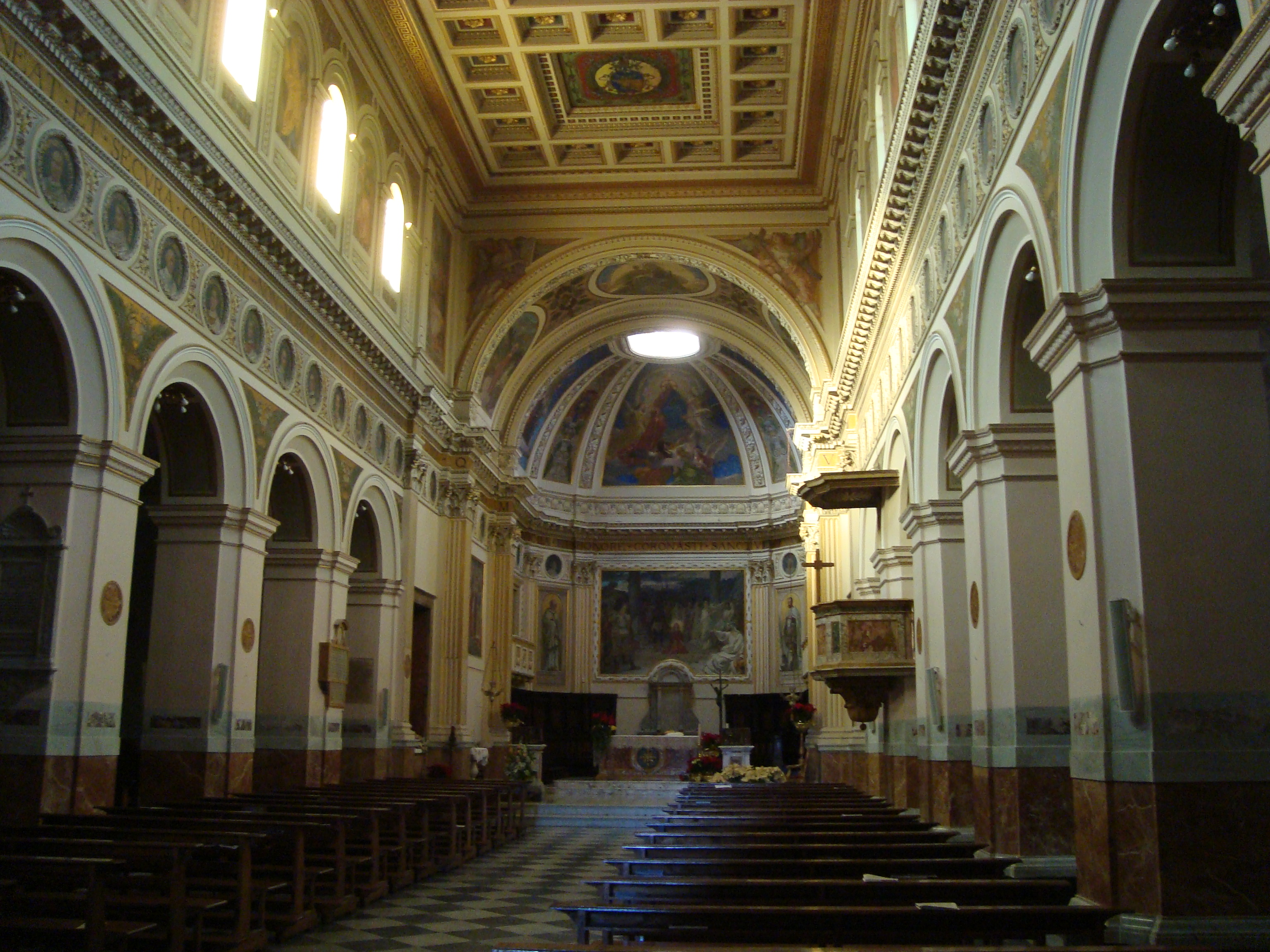
Intérieur de la cathédrale
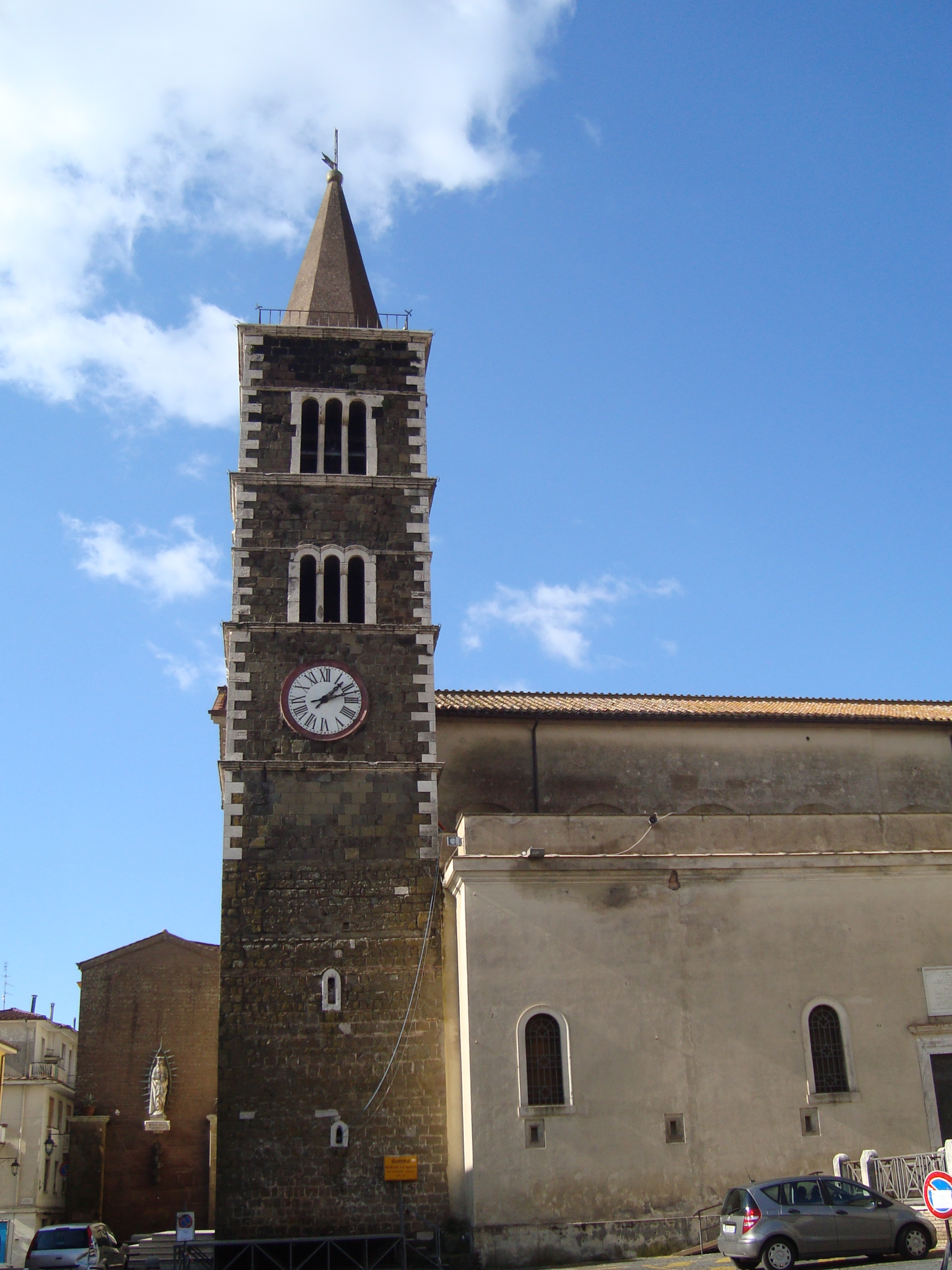
Vue extérieur de la cathédrale
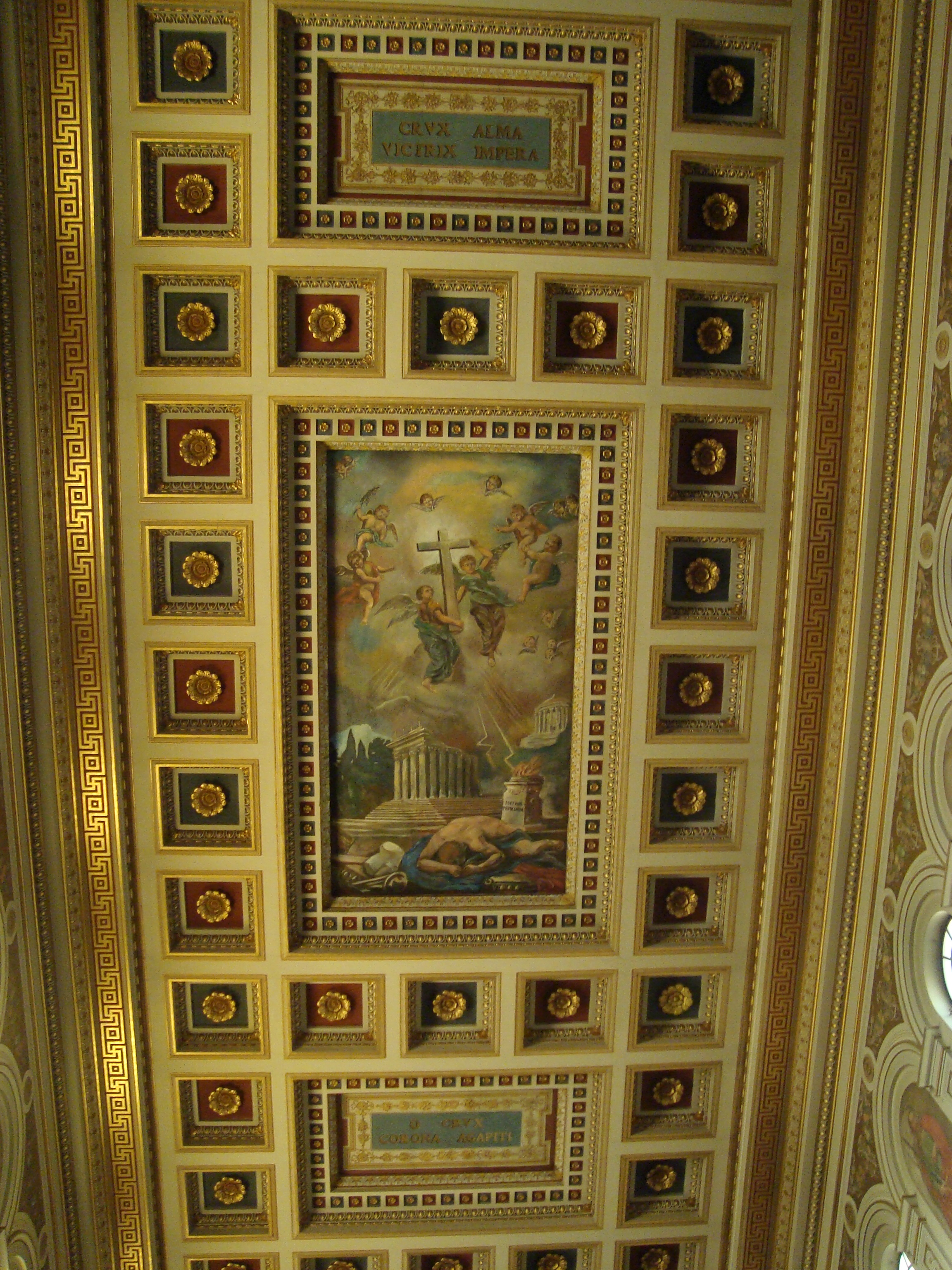
Plafond de la cathédrale
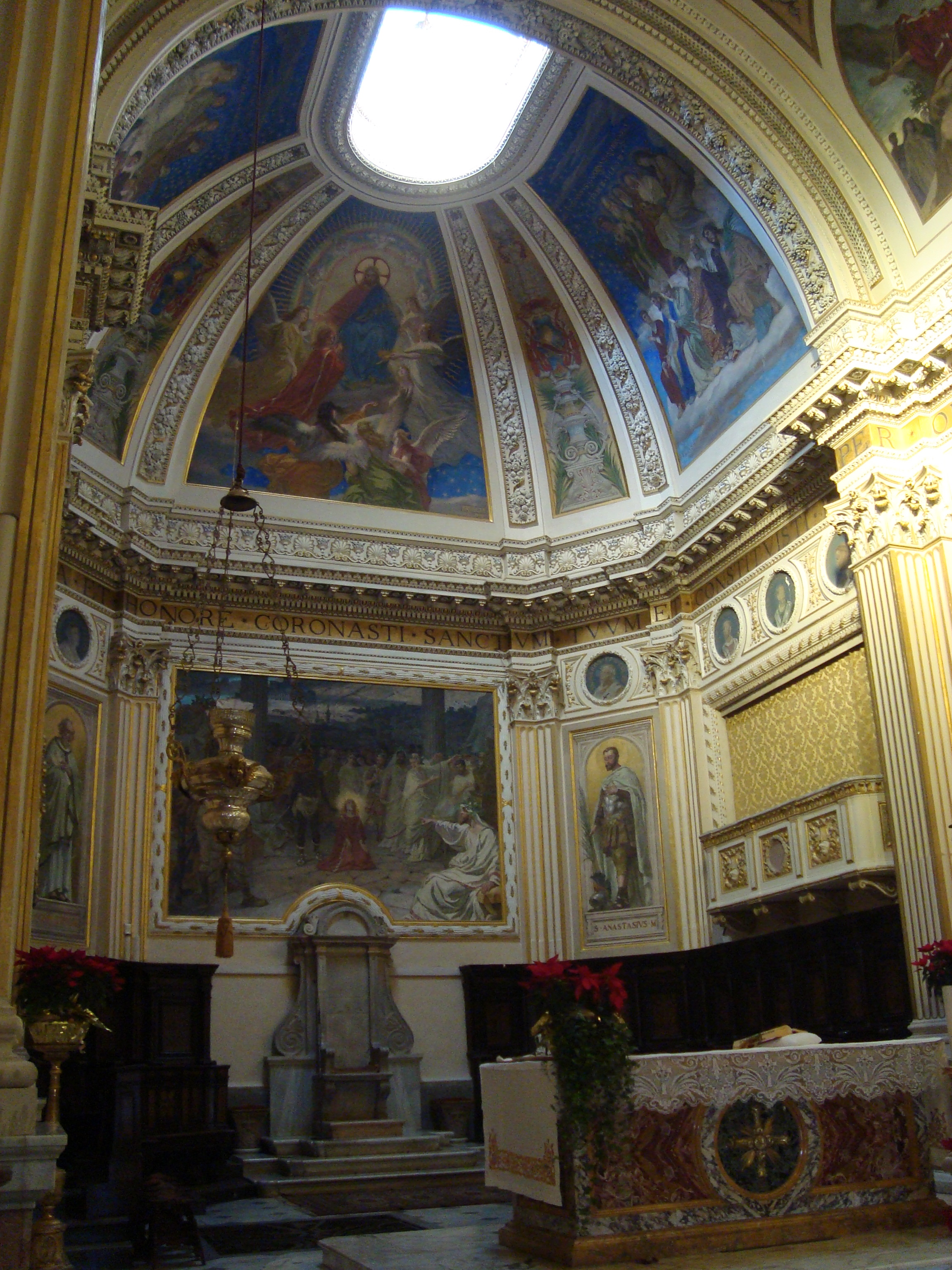
Abside de la cathédrale